# Stéphane Galas
Pour les articles homonymes, voir Galas.
Stéphane Galas, né le 29 novembre 1971 à Longwy en lorraine, est un scénariste, compositeur, documentariste, et écrivain français.

## Biographie
Stéphane Galas est originaire de Longwy, Lorraine (54). Diplômé en art Graphique et maquettiste de formation, il participe en 1996 à un concours d'écriture de scénario : L'Amour est à ré-inventer. Son texte devient un court-métrage réalisé par Marion Vernoux et est publié aux Éditions Mille et une nuits. Cette expérience lui permet d'intégrer le Conservatoire Européen d'Écriture Audiovisuelle (CEEA). À la sortie de cette école, il remporte le Prix jeune scénariste de la Fondation Jean-Luc Lagardère. Son premier scénario pour la télévision, Le bon fils, réalisé par Irène Jouannet, est sélectionné aux 7 d'or dans plusieurs catégories et remporte le grand prix et le prix du public du Festival de Luchon 2001. En 2013, Stéphane Galas tourne un premier documentaire qu'il co-réalise avec Marion Lary, Unique en son genre suivi en 2014 de À corps ouverts. En 2016, il compose et interprète un première EP 5 titres Stéréo sous le nom de Cobalt. La même année, il quitte la France pour les États-Unis où il enregistre un second EP Boston Calling sur le label New-Yorkais Teknofonic Recordings (en) EP qu'il compose et arrange avec Danny Satori, pianiste classique et DJ phare des mythiques soirées bostoniennes. C'est aussi à Boston, Massachusetts, qu'il écrit son premier roman Un signe d’elle édité en 2021 par Michel Lafon, suivi en 2022 par Les ombres de Salem. De retour en France, Stéphane Galas s'installe dans les Alpes-Maritimes. En octobre 2023 sort son troisième roman Metamorphosis, toujours chez Michel Lafon, dans lequel on retrouve ses personnages récurrents : Wilfried Bosco, flic hétérosexuel à qui sa hiérarchie et ses collègues ne pardonnent pas d'être efféminé, et Amanda Lucia Pia Alvarez, médium au caractère bien trempé membre d'un Cercle Spirite enquêtant sur des affaires criminelles supposées "paranormales". Metamorphosis est le premier thriller français à proposer sa propre bande originale à écouter pendant sa lecture. Douze titres composés par l'auteur et par le compositeur et beatmaker Alteran . Ses romans ont tous été ré-édités par Le Livre de Poche. En août 2024 est dévoilé un nouvel EP 5 titres, Alone, arrangé par Alteran et mis en image par l'artiste rennaise Laurie Larue.

## Réalisations
- À corps ouverts, documentaire de 52 min[4]. (2014)
- Unique en son genre, documentaire de 52 min co-réalisé avec Marion Lary[5]. (2013)

## Scénariste
- Le Bon Fils, d'Irène Jouannet [6]. (2001)
- Dedans, de Marion Vernoux [7]. (1996)

## Romans
- Metamorphosis, Michel Lafon (2023)  / Livre de Poche (2025) // Sélection Prix découverte 2023 Iris Noir Bruxelles // Finaliste du Prix Masterton 2024.
- Les Ombres de Salem, Michel Lafon[8]. (2022) / Livre de Poche (2023)  // Sélection Prix des libraires du Livre de poche 2023 // Finaliste du Prix Masterton 2023.
- Un signe d'elle, Michel Lafon [9](2021) / Livre de Poche (2022) // Sélection Prix des lecteurs du Livre de poche 2022.

## Musique
SLØ
- ALONE - EP 5 titres : Alone, Revolutions, Quand, Ami-Amant, Soul pleureur. Compositeurs : Slø & Alteran[10]. Arrangements/Mixage : Alteran. (2024 - Koonu Éditions)
- METAMORPHOSIS - Bande originale du roman Metamorphosis édité aux éditions Michel Lafon. 12 titres. Compositeurs : Slø & Alteran[10]. Arrangements/Mixage : Alteran. (2023 - Koonu Éditions)[3]

COBALT
- BOSTON CALLING - Fragment 2 : A Last Dance, Monday, Boston Calling. Compositeur : Cobalt. Arrangements : Danny Satori. Cover Artwork : Eddy Rhenals. (2019 - Teknofonic Recordings, N-Y)[11]
- STÉRÉO - Fragment 1 : Amoureux, Come, En voyage, Toon, Stéréo. Compositeur : Cobalt. Arrangements : K. Konrath, F. Delamarre, V. Hocquet. Guitare : V. Stab. Violoncelle : A. C. Rouffet (2016 - Koonu Éditions)[12]

## Prix et récompense
- 2007 : Bourse Beaumarchais (SADC) pour 95C.
- 2001 : Grand prix et prix du public au Festival de Luchon pour Le bon fils[13].

- 2001 : Finaliste du Grand prix du meilleur scénario de télévision pour Les Oranges.
- 1998 : Lauréat Scénariste TV de la Fondation Jean-Luc Lagardère pour Le bon fils[14].
- 1996 : Lauréat du concours de scénarios L'amour est à Ré-inventer (Arte, M6, Canal +) avec Dedans.
- 1996 : Prix de la qualité du CNC pour Dedans.
- 1995 : Prix du jury Festival du Court-métrage de Grenoble pour Giueseppe.